# Mississippi (film)
Mississippi – amerykańska komedia muzyczna z 1935 roku w reżyserii A. Edwarda Sutherlanda, w której występują Bing Crosby, Joan Bennett i W.C. Fields.

## Obsada
- Bing Crosby jako Tom Grayson
- Joan Bennett jako Lucy Rumford
- W.C. Fields jako Komandor Jackson
- Queenie Smith jako Alabam
- Gail Patrick jako Elvira Rumford
- Claude Gillingwater jako Generał Rumford
- John Miljan  jako Major Patterson
- Edward Pawley jako Joe Patterson
- Fred Kohler jako Kapitan Blackie
- John Larkin jako Rumbo
- Paul Hurst jako Hefty

i inni